# Zito Luvumbo
Zito André Sebastião Luvumbo znany jako Zito Luvombo (ur. 9 marca 2002 w Luandzie) – angolski piłkarz, grający na pozycji prawoskrzydłowego we włoskim klubie Cagliari Calcio oraz w reprezentacji Angoli. Uczestnik Pucharu Narodów Afryki 2023.

## Kariera klubowa
Swoją karierę piłkarską Luvombo rozpoczął w klubie CD Primeiro de Agosto. W sezonie 2018/2019 zadebiutował w jego barwach w pierwszej lidze angolskiej. W debiutanckim sezonie sięgnął z nim po dublet - mistrzostwo i Puchar Angoli. W sezonie 2019/2020 został z nim wicemistrzem kraju.
Latem 2020 Luvombo przeszedł do Cagliari Calcio. W sezonie 2020/2021 nie rozegrał w nim żadnego meczu, a latem 2021 wypożyczono go do grającego w Serie B, Como 1907. Swój debiut w Como zaliczył 17 września 2021 w przegranym 0:2 domowym meczu z Frosinone Calcio. Zawodnikiem Como był przez pół roku.
Na początku 2022 Luvmbo wrócił do Cagliari, które w sezonie 2021/2022 spadło z Serie A do Serie B. W Cagliari Calcio zadebiutował 13 sierpnia 2022 w zremisowanym 1:1 wyjazdowym meczu z Como 1907. W sezonie 2022/2023 wywalczył z Cagliari awans do Serie A.
| Sezon   | Klub                  | Kraj   | Rozgrywki | Mecze | Bramki |
| ------- | --------------------- | ------ | --------- | ----- | ------ |
| 2018/19 | CD Primeiro de Agosto | Angola | Girabola  | 2     | 1      |
| 2019/20 | CD Primeiro de Agosto | Angola | Girabola  | 15    | 5      |
| 2020/21 | Cagliari Calcio       | Włochy | Serie A   | 0     | 0      |
| 2021/22 | Como 1907             | Włochy | Serie B   | 3     | 0      |
| 2021/22 | Cagliari Calcio       | Włochy | Serie A   | 18    | 0      |
| 2022/23 | Cagliari Calcio       | Włochy | Serie B   | 41    | 5      |

## Kariera reprezentacyjna
W reprezentacji Angoli Luvombo zadebiutował 6 września 2019 roku w wygranym 1:0 meczu eliminacji do MŚ 2022 z Gambią, rozegranym w Bakau. W 2024 roku został powołany do kadry na Puchar Narodów Afryki 2023. W tym turnieju rozegrał pięć meczów: grupowe z Algierią (1:1), z Mauretanią (3:2) i z Burkiną Faso (2:0), w 1/8 finału z Namibią (3:0) i ćwierćfinałowy z Nigerią (0:1).